# Potentilla transcaspia
Potentilla transcaspia är en rosväxtart som beskrevs av Franz Theodor Wolf. Potentilla transcaspia ingår i Fingerörtssläktet som ingår i familjen rosväxter. Inga underarter finns listade i Catalogue of Life.